# Jardín Montano de la Orecchiella
El Jardín Montano de la Orecchiella (en italiano: Giardino Montano dell' Orecchiella) es una reserva de naturaleza y jardín botánico en el interior del Parco dell'Orecchiella en la Toscana. 
Su código de reconocimiento internacional como institución botánica, así como las siglas de su herbario es OREC.

## Localización
Este jardín se encuentra ubicado a una altitud de 1370 m s. n. m. en el "Parco dell'Orecchiella" (178 hectáreas) cerca de Orecchiella, norte de Castelnuovo di Garfagnana.
Giardino Montano dell' Orecchiella, Parco dell'Orecchiella, S. Romano I-55030 Corfino, Castelnuovo di Garfagnana, Provincia de Lucca, Toscana, Italia.
Planos y vistas satelitales.44°11′2.04″N 10°22′46.2″E / 44.1839000, 10.379500
Está abierto todos los días en los meses cálidos del año.

## Historia
El jardín fue creado en 1986 dentro del Parco dell'Orecchiella, y alberga plantas herbáceas, arbustos y árboles típicos de las regiones montañosas.
También alberga varias cuevas de karst localizadas en las  municipalidades de "Sillano" y "Collemandina Villa"; son un total de 31 cuevas con una longitud entre 35 y 1120 m. 

## Colecciones
El bosque de la reserva es fundamentalmente coníferas con bosquetes de abedules, además Acer pseudoplatanus, Alnus incana, Crataegus monogyna, Fraxinus excelsior, Laburnum anagyroides, Prunus spinosa, Sorbus aria, Sorbus aucuparia, y el sotobosque acompañante.